# Великие Копани
Великие Копани, Большие Копани (укр. Великі Копані) — село в Херсонском районе Херсонской области Украины. Центр Великокопановской сельской общины.

## Население
Население по переписи 2001 года составляло 5654 человека.

### Языковой состав
Родной язык населения по данным переписи 2001 года:
| Язык       | Численность, чел. | Доля     |
| ---------- | ----------------- | -------- |
| Украинский | 5 147             | 91,04 %  |
| Русский    | 383               | 6,77 %   |
| Армянский  | 81                | 1,43 %   |
| Другое     | 43                | 0,76 %   |
| Итого      | 5 654             | 100,00 % |

## История
Село Большие Копани впервые упоминается в 1796 году. В то время в селе проживало 110 человек. Оно было заселено беглыми солдатами и крестьянами из Орловской, Полтавской губерний и других мест. В 1810 году сюда прибыло ещё несколько десятков семей из Курской губернии. В 1822 году здесь уже проживало 1232 человека. С ростом населения увеличивалось и число хозяйств: в 1822 году в селе было 150 дворов, в 1839 году — 230 дворов.
В 2022 году, во время вторжения России в Украину, село было оккупировано российской армией. 9 марта 2024 года глава Военно-гражданской администрации Херсонской области Владимира Сальдо Владимира Сальдо сообщил  об ударе ВСУ двумя ракетами HIMARS по сельскохозяйственному рынку в данном селе. По сообщениям агентства ТАСС, погибли три человека. Аненство Рейтер, со ссылкой на российские СМИ также сообщает о семи раненых.

## Достопримечательности
Обнаруженные вблизи села археологические памятники свидетельствуют о заселении этой территории в глубокой древности. Здесь найдены поселения эпохи неолита, бронзы. В 1,5 км от от села в 1978 году открыто скифское стойбище V века до н. э.